# Maria Wacholc
Maria Wacholc (ur. 1943 w Wyrzysku k. Nakła) – polska teoretyk muzyki, pedagog, autorka podręczników, śpiewników oraz licznych publikacji z dziedziny muzyki, profesor.

## Wykształcenie muzyczne[2][3]
Córka Leona. Naukę muzyki rozpoczęła w wieku 9 lat, pobierając prywatne lekcje gry na fortepianie u Czesława Dyląga, muzyka rozrywkowego. W 1957 podjęła naukę w Państwowej Szkole Muzycznej w Gdyni pod kierunkiem Wandy Stankiewiczowej (fortepian) i Bolesława Pawelczyka (przedmioty teoretyczne), którą ukończyła z wyróżnieniem. Kontynuowała muzyczną edukację w Państwowej Średniej Szkole Muzycznej w Gdańsku-Wrzeszczu, którą ukończyła w 1965 równocześnie w klasie fortepianu Józefa Sekury oraz na Wydziale Pedagogicznym pod kierunkiem Wandy Dubanowicz.
W latach 1965–1973 studiowała w Państwowej Wyższej Szkole Muzycznej w Warszawie m.in. u Józefa Boka, Marii Dziewulskiej, Kazimierza Gierżoda, Zofii Kielanowskiej, Wincentego Laskiego, Witolda Rudzińskiego, Stefana Śledzińskiego i Macieja Zalewskiego. W 1969 ukończyła z wyróżnieniem Wydział Wychowania Muzycznego tej uczelni a w 1973 Wydział Teorii, Kompozycji i Dyrygentury.

## Działalność dydaktyczna
Nauczyciel w szkolnictwie muzycznym I i II stopnia
Pracę dydaktyczną rozpoczęła w 1967 w szkołach muzycznych I stopnia. Prowadziła wtedy chóry szkolne oraz uczyła przedmiotów teoretycznych. W latach 1970–1984 pracowała w Państwowej Szkole Muzycznej II stopnia Nr 2 im. Fryderyka Chopina w Warszawie jako nauczyciel zasad muzyki, kształcenie słuchu i harmonii. Na stanowisko to powróciła w 1993.
Nauczyciel akademicki
Od 1969 związana się z Akademią Muzyczną im. Fryderyka Chopina w Warszawie, gdzie na Wydziale Wychowania Muzycznego (obecnie przemianowanym na Wydział Dyrygentury Chóralnej, Edukacji Muzycznej, Muzyki Kościelnej, Rytmiki i Tańca) prowadzi wykłady z kształcenia słuchu oraz z ćwiczeń harmonicznych. Obecnie jest profesorem nadzwyczajnym tej uczelni. Ponadto reprezentuje Uniwersytet Muzyczny Fryderyka Chopina w Warszawie w pracach Międzyuczelnianej Katedry Kształcenia Słuchu grupujących specjalistów z zakresu kształcenia słuchu z akademii muzycznych w Warszawie, Bydgoszczy, Gdańsku, Katowicach, Łodzi, Poznaniu, Wrocławiu i Krakowie.
W pracy dydaktycznej stosuje nowatorską metodę nauczania kształcenia słuchu wykorzystującą oryginalne utwory chóralne a cappella i wokalno-instrumentalne z różnych epok. Odpowiednio dobrane, stanowią cenny materiał dydaktyczny rozwijający u studentów umiejętności słuchowej analizy dzieła muzycznego oraz uczą technik zapisu utworów do postaci nutowej ze słuchu. Metoda ta służy również rozwijaniu biegłości w czytaniu nut głosem oraz pozwala poznawać twórczość muzyczną wszystkich epok przez pryzmat warsztatu kompozytorskiego.

## Kariera naukowa
- 1987 – kwalifikacje naukowe I stopnia (stopień doktora nauk humanistycznych w zakresie teorii muzyki)[7],
- 1997 – kwalifikacje naukowe II stopnia (habilitacja)[8] w zakresie teorii muzyki w Akademii Muzycznej im. Artura Malawskiego w Krakowie[9],
- 2012 – tytuł profesora sztuk muzycznych w specjalnościach muzykologia i teoria muzyki[10].

## Prace z zakresu teorii muzyki[11]
Wydawnictwa szkolne (podręczniki):
- Czytanie nut głosem (1992, 1993,1994) – tom I, II, III dla klas I - VI szkół muzycznych II stopnia oraz do użytku na niektórych wydziałach w akademiach muzycznych. Zatwierdzony do użytku szkolnego przez Ministerstwo Kultury. Wydawany również w wersji brajlowskiej.
- Solfeż elementarny (2001) - sześcioczęściowy podręcznik do kształcenia słuchu przeznaczony dla klas I - VI szkół muzycznych I stopnia[12][13]. Zawiera ponad 1000 ćwiczeń pochodzących z twórczości muzycznej różnych epok. Stanowi propozycję nowej koncepcji nauczania kształcenia słuchu w szkołach muzycznych I stopnia, adekwatną do wymagań stawianych temu przedmiotowi przez muzykę współczesną. Wydawany również w wersji brajlowskiej.

W związku z tą publikacją autorka uczestniczyła w wielu sesjach naukowych, seminariach i spotkaniach autorskich (m.in. Warszawa AMFC 2000, 2001; Gdańsk 2000, Słupca 2001, Związek Niewidomych w Warszawie 2001, Przemyśl 2001, Żyrardów 2002), omawiając założenia metodyczne podręcznika i zastosowaną w nim nowatorską koncepcję kształcenia słuchu.
- Repertuar i wiadomości o muzyce. Podręcznik dla klas I - III szkół średnich (1988, 1994, 1997, 1999).
- Kształcenie poczucia tonalnego i słuchu harmonicznego w szkole muzycznej I stopnia[14] - podręcznik metodyczny dla nauczycieli, tom I, dla klas I - III (2009)
- Kształcenie poczucia tonalnego i słuchu harmonicznego w szkole muzycznej I stopnia[15] - podręcznik metodyczny dla nauczycieli, tom II, dla klas IV - VI (2011)
- Śpiewam i komponuję, kl. I - ćwiczenia pomocnicze do kształcenia słuchu, zeszyty I, II i III (2009)
- Harmoniczne ćwiczenia solfeżowe i improwizacyjne, kl. IV - ćwiczenia pomocnicze do kształcenia słuchu, zeszyty IV, V i VI (2012)

Programy nauczania:
- Program nauczania kształcenia słuchu dla szkół muzycznych II stopnia (klasy I - VI wydziału instrumentalnego i I - IV wydziału wokalnego),
- Program nauczania przedmiotu kształcenie słuchu  przeznaczony dla uczniów klas I - VI szkół muzycznych i ogólnokształcących szkół muzycznych I stopnia[16], który w 2006 roku został przez Ministra Kultury i Dziedzictwa Narodowego dopuszczony do użytku szkolnego[17].
- Programy nauczania dla przedmiotu zasady muzyki dla szkół muzycznych II stopnia (klasy I - II)
- Amabile 1 - program komputerowy do kształcenia słuchu dla szkoły muzycznej I stopnia (2011) - jako współautorka

## Śpiewniki
- Pieśni dla chórów szkolnych na trzy głosy mieszane (1989),
- Zaśpiewajmy! Pieśni dla chórów szkolnych na głosy równe,
- Śpiewnik polski (1991, 2003) - zawiera ponad sto najbardziej znanych polskich pieśni w układzie na śpiew i fortepian, podanych w porządku chronologicznym i opatrzonych komentarzem historycznym.

## Monografie
- Ks. Antoni Hlond (Chlondowski). Tom I — Życie, działalność, twórczość kompozytorska. Tom II — Katalog twórczości kompozytorskiej (1996).
- Jan Adam Maklakiewicz. Monografia (2000).

## Publikacje prasowe
Pierwszy artykuł jej autorstwa pt. Twórczość chóralna Stanisława Wiechowicza. W dwudziestą rocznicę śmierci kompozytora ukazał się w 1983 w biuletynie Polskiej Sekcji ISME. Od tej pory opublikowała ponad 80 recenzji z koncertów festiwali i konkursów chóralnych, ponad 20 artykułów biograficznych i wywiadów, 70 recenzji publikacji muzycznych oraz komentarzy do płyt z muzyką polskich kompozytorów współczesnych. Na stałe współpracuje z takimi periodykami, jak „Ruch Muzyczny”, „Życie Muzyczne”, „Przegląd Powszechny”, „Liturgia Sacra”, Biuletyn ISME, „Wychowanie Muzyczne w Szkole”, „Twoja Muza”, Muzyka 21” oraz „Nasz Dziennik”. Publikuje również w Zeszytach Naukowych akademii muzycznych w Gdańsku i w Warszawie.

## Odznaczenia
- Złoty Krzyż Zasługi (2002)[18],
- Srebrny Krzyż Zasługi (23 sierpnia 1994)[19],
- Srebrny Medal „Zasłużony Kulturze Gloria Artis” (28 lutego 2007)[20],
- Odznaka Honorowa „Zasłużony dla Kultury Polskiej” (2010)[21].